# SN 2001jb
SN 2001jb – supernowa odkryta 9 grudnia 2001 roku w galaktyce A022633+0025. W momencie odkrycia miała maksymalną jasność 23,10m.